# Saturn Award

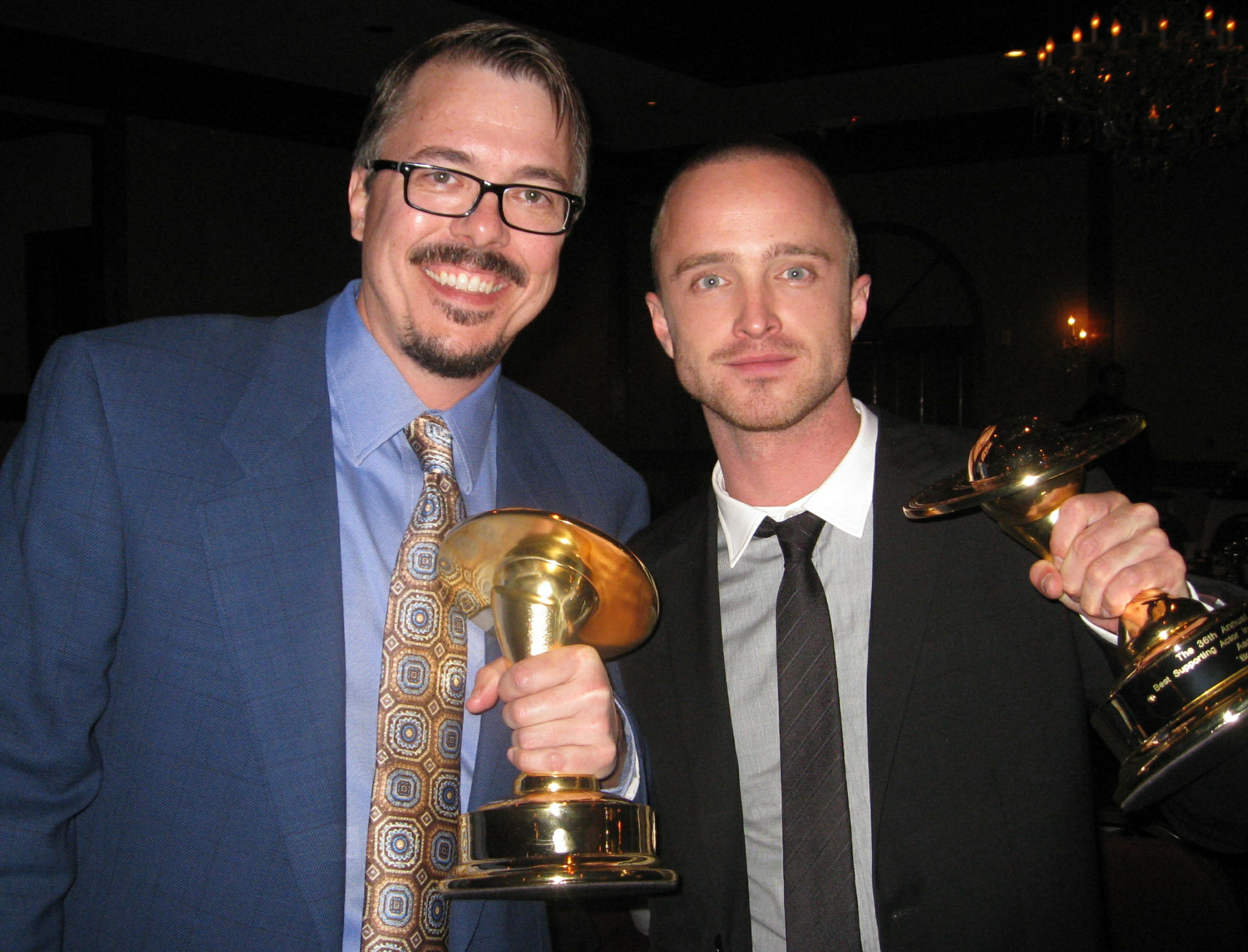
Vince Gilligan und Aaron Paul mit je einem Saturn-Award (2010)

Der Saturn Award ist ein US-amerikanischer Film- und Fernsehpreis, der alljährlich von der Academy of Science Fiction, Fantasy & Horror Films verliehen wird. Gegründet wurde die Academy 1972 vom Filmhistoriker und Dracula-Experten Donald A. Reed. Seit 1973 werden mit dieser Auszeichnung herausragende Leistungen in den Genres Science Fiction, Fantasy und Horror geehrt. Ab 1995 sind noch die Genres Thriller, Action und Abenteuer dazugekommen. Die jüngste Verleihung fand am 2. Februar 2025 statt.
In den ersten Jahren konnten die Preisträger des Saturn Awards eine goldene Pergamentrolle („Golden Scroll“) als Trophäe mit nach Hause nehmen. Abgelöst wurde diese im Jahr 1977 durch einen von einem Filmband umgebenen Saturn.

## Aktuelle Kategorien

### Film
| Kategorie                                                                      | Originalbezeichnung                     | Verleihungszeitraum   |
| ------------------------------------------------------------------------------ | --------------------------------------- | --------------------- |
| Bester Science-Fiction-Film                                                    | Best Science Fiction Film               | seit 1973             |
| Bester Horrorfilm (2013 Bester Horrorfilm/Thriller)                            | Best Horror Film                        | seit 1973             |
| Bester Fantasyfilm                                                             | Best Fantasy Film                       | seit 1975             |
| Bester Action-/Adventure-/Thriller-Film (ab 2013 Bester Action-/Adventurefilm) | Best Action, Adventure or Thriller Film | seit 1995             |
| Bester Thriller                                                                | Best Thriller                           | seit 2014             |
| Bester internationaler Film                                                    | Best International Film                 | seit 2007             |
| Bester Independentfilm                                                         | Best Independent Film                   | seit 2013             |
| Bester Animationsfilm                                                          | Best Animated Film                      | seit 2003             |
| Beste Regie                                                                    | Best Director                           | seit 1976             |
| Bestes Drehbuch                                                                | Best Writing                            | seit 1975             |
| Bester Schnitt                                                                 | Best Editing                            | 1978–1979 & seit 2012 |
| Beste Spezialeffekte                                                           | Best Special Effects                    | seit 1975             |
| Beste Musik                                                                    | Best Music                              | seit 1975             |
| Beste Ausstattung                                                              | Best Production Design                  | 1976–1979 & seit 2010 |
| Bestes Kostüm                                                                  | Best Costume                            | seit 1977             |
| Bestes Make-up                                                                 | Best Make-up                            | seit 1975             |
| Bester Hauptdarsteller                                                         | Best Actor                              | seit 1976             |
| Beste Hauptdarstellerin                                                        | Best Actress                            | seit 1976             |
| Bester Nebendarsteller                                                         | Best Supporting Actor                   | seit 1976             |
| Beste Nebendarstellerin                                                        | Best Supporting Actress                 | seit 1976             |
| Bester Nachwuchsschauspieler                                                   | Best Performance by a Younger Actor     | seit 1985             |

### Fernsehen
| Kategorie                                                                                   | Originalbezeichnung                                        | Verleihungszeitraum |
| ------------------------------------------------------------------------------------------- | ---------------------------------------------------------- | ------------------- |
| Beste Science-Fiction-Serie (2022 einmalige Aufteilung in Netzwerk/Kabel und Streaming)     | Best Science Fiction Television Series                     | seit 2016           |
| Beste Horrorserie (2022 einmalige Aufteilung in Netzwerk/Kabel und Streaming)               | Best Horror Television Series                              | seit 2016           |
| Beste Fantasyserie (einmalige 2022 Aufteilung in Netzwerk/Kabel und Streaming)              | Best Fantasy Television Series                             | seit 2016           |
| Beste Action-/Thrillerserie (einmalige 2022 Aufteilung in Netzwerk/Kabel und Streaming)     | Best Action-Thriller Television Series                     | seit 2016           |
| Beste Animationsserie                                                                       | Best Animated Series or Film on Television                 | seit 2017           |
| Beste Fernsehpräsentation (2015 Beste Miniserie)                                            | Best Television Presentation                               | seit 1995           |
| Bester TV-Hauptdarsteller (2022 einmalige Aufteilung in Netzwerk/Kabel und Streaming)       | Best Actor on Television                                   | seit 1997           |
| Beste TV-Hauptdarstellerin (2022 einmalige Aufteilung in Netzwerk/Kabel und Streaming)      | Best Actress on Television                                 | seit 1997           |
| Bester TV-Nebendarsteller (2022 einmalige Aufteilung in Netzwerk/Kabel und Streaming)       | Best Supporting Actor on Television                        | seit 2000           |
| Beste TV-Nebendarstellerin (2022 einmalige Aufteilung in Netzwerk/Kabel und Streaming)      | Best Supporting Actress on Television                      | seit 2000           |
| Bester TV-Gastdarsteller (2022 einmalige Aufteilung in Netzwerk/Kabel und Streaming)        | Best Guest Starring Role on Television                     | seit 2009           |
| Bester TV-Nachwuchsschauspieler (einmalige 2022 Aufteilung in Netzwerk/Kabel und Streaming) | Best Performance by a Younger Actor in a Television Series | seit 2014           |

### DVD
| Kategorie                                        | Originalbezeichnung              | Verleihungszeitraum |
| ------------------------------------------------ | -------------------------------- | ------------------- |
| Beste DVD-Veröffentlichung                       | Best DVD Release                 | seit 2002           |
| Beste DVD-Veröffentlichung einer Special-Edition | Best Special Edition DVD Release | seit 2002           |
| Beste DVD-Veröffentlichung eines Klassikers      | Best Classic Film DVD Release    | seit 2001           |
| Beste DVD-Veröffentlichung einer Fernsehserie    | Best Television DVD Release      | seit 2003           |
| Beste DVD-Kollektion                             | Best DVD Collection              | seit 2004           |

### Ehrenpreise
| Kategorie                      | Originalbezeichnung            | Verleihungszeitraum |
| ------------------------------ | ------------------------------ | ------------------- |
| The George Pal Memorial Award  | The George Pal Memorial Award  | seit 1975           |
| The Life Career Award          | The Life Career Award          | seit 1976           |
| The President’s Memorial Award | The President’s Memorial Award | seit 1982           |

## Ehemalige Kategorien
| Kategorie                                        | Originalbezeichnung                         | Verleihungszeitraum |
| ------------------------------------------------ | ------------------------------------------- | ------------------- |
| Beste Kamera                                     | Best Cinematography                         | 1976–1977, 1979     |
| Beste Stop-Motion-Animation                      | Best Stop Motion Animation                  | 1975–1976           |
| Bester ausländischer Film                        | Best Foreign Film                           | 1980                |
| Beste DVD-Neuveröffentlichung einer Fernsehserie | Best Retro Television Series on DVD         | 2003–2009           |
| Beste Network-Fernsehserie                       | Best Network Television Series              | 1990–2015           |
| Beste Syndication-/Kabel-Fernsehserie            | Best Syndicated/Cable Television Series     | 1997–2015           |
| Beste Jugendserie                                | Best Youth-Oriented Television Series       | 2012–2015           |
| Beste Superheldenserie                           | Best Superhero Adaptation Television Series | 2015–2021           |
| Beste New-Media-Fernsehserie                     | Best New Media Television Series            | 2016–2018           |
| Beste New-Media-Superheldenserie                 | Best New Media Superhero Series             | 2018                |
| Beste Comicverfilmung                            | Best Comic-to-Film Motion Picture           | 2014–2024           |

## Rekorde im Bereich Film

### Erfolgreichste Filme
Seit 1978 ist Krieg der Sterne mit insgesamt 13 Auszeichnungen der erfolgreichste Film der Saturn Awards. Erneut eine zweistellige Anzahl konnte erst im Jahr 2010 Avatar – Aufbruch nach Pandora mit zehn Ehrungen erreichen. Den dritten Platz teilen sich Aliens – Die Rückkehr, Der Herr der Ringe: Die Rückkehr des Königs und Star Wars: Das Erwachen der Macht mit jeweils acht Preisen.
- 13 Auszeichnungen: Krieg der Sterne
- 10 Auszeichnungen: Avatar – Aufbruch nach Pandora
- 8 Auszeichnungen: Aliens – Die Rückkehr, Der Herr der Ringe: Die Rückkehr des Königs und Star Wars: Das Erwachen der Macht
- 7 Auszeichnungen: Jäger des verlorenen Schatzes
- 6 Auszeichnungen: Avengers: Endgame, Interstellar und X-Men
- 5 Auszeichnungen: A.I. – Künstliche Intelligenz, Black Panther, Frankenstein Junior, Gravity, Gremlins – Kleine Monster, Inception, RoboCop, Die Rückkehr der Jedi-Ritter, Spider-Man 2, Superman Returns und Terminator 2 – Tag der Abrechnung

### Erfolgreichste Filmschaffende
James Cameron ist mit fünf Saturn Awards der erfolgreichste Regisseur. Den ersten erhielt er 1987 für Aliens – Die Rückkehr. Dicht dahinter folgt Steven Spielberg mit vier Regie-Auszeichnungen. Seine erste erhielt er bereits 1978 für Unheimliche Begegnung der dritten Art. Auf immerhin drei Auszeichnungen in dieser Kategorie kann Peter Jackson zurückblicken. 2002 wurde er erstmals für Der Herr der Ringe: Die Gefährten geehrt.
In der Kategorie bestes Drehbuch führt Christopher Nolan mit vier Auszeichnungen die Rangliste an. Den zweiten Platz teilen sich Cameron und William Peter Blatty mit je drei Siegen. Paul Hirsch wurde als einziger zweimal für den besten Schnitt ausgezeichnet.
Achtmal wurde John Williams für seine komponierte Musik ausgezeichnet. Dahinter folgt Danny Elfman mit sechs Auszeichnungen. James Horner, Alan Silvestri und Hans Zimmer können auf immerhin drei Preise in dieser Kategorie zurückblicken. Auf je zwei Siege als bester Szenenbildner kommen Dan Hennah, Rick Carter und Robert Stromberg.
Als Spezialeffekt-Künstler wurde Dennis Muren insgesamt fünfmal prämiert. Es folgen mit je vier Auszeichnungen John Knoll, Joe Letteri, Ken Ralston und Stan Winston. Dreimal wurde Colleen Atwood für ihre entworfenen Kostüme geehrt, während Trisha Biggar, Alexandra Byrne, Ngila Dickson, Jean-Pierre Dorléac und Bob Ringwood immerhin zwei Preise in dieser Kategorie erhielten.
Rick Baker ist mit sieben Auszeichnungen der erfolgreichste Maskenbildner. Dahinter folgen Ve Neill sowie William J. Tuttle mit je vier Siegen.

### Erfolgreichste Darsteller
Mit vier Auszeichnungen in der Kategorie bester Hauptdarsteller darf sich Robert Downey Jr. erfolgreichster Darsteller der Saturn Awards nennen. Nach ihm folgen Mark Hamill mit drei sowie Jeff Bridges und Harrison Ford mit je zwei Auszeichnungen in dieser Kategorie. Robin Williams gewann jeweils eine Auszeichnung in den Kategorien bester Hauptdarsteller und bester Nebendarsteller und Andy Serkis, Burgess Meredith und Ian McKellen wurden jeweils zweimal in der Kategorie bester Nebendarsteller ausgezeichnet.
Bei den Damen haben Jodie Foster, Sandra Bullock, Natalie Portman, Naomi Watts und Jamie Lee Curtis je zwei Auszeichnungen in der Kategorie beste Hauptdarstellerin erhalten. Daryl Hannah und Sigourney Weaver wurden jeweils einmal als beste Hauptdarstellerin und beste Nebendarstellerin prämiert. Anne Ramsey und Tilda Swinton erhielten die Auszeichnung beste Nebendarstellerin jeweils zwei Mal.
Unter Berücksichtigung der Nachwuchspreise kann Tom Holland auf drei sowie Elijah Wood, Tobey Maguire, Haley Joel Osment und Chloë Grace Moretz auf je zwei Auszeichnungen zurückblicken.

## Rekorde im Bereich Fernsehen

### Erfolgreichste Serien
Seit 1990 werden Auszeichnungen für den Bereich Fernsehen verliehen. Kategorieübergreifend war bisher die Serie The Walking Dead mit 21 Saturn Awards am erfolgreichsten. Breaking Bad erhielt zwölf Auszeichnungen und Lost hat elf Saturn Awards gewonnen.
- 21 Auszeichnungen: The Walking Dead
- 12 Auszeichnungen: Breaking Bad
- 11 Auszeichnungen: Lost
- 8 Auszeichnungen: Battlestar Galactica und Fringe – Grenzfälle des FBI
- 7 Auszeichnungen: Farscape und Hannibal
- 6 Auszeichnungen: Angel – Jäger der Finsternis, Buffy – Im Bann der Dämonen, Dexter, The Flash und Game of Thrones

### Erfolgreichste Darsteller
Darstellerpreise werden erst seit 1997 vergeben. Kategorieübergreifend ist Anna Torv für ihre Darstellung in Fringe – Grenzfälle des FBI mit vier Auszeichnungen die erfolgreichste Darstellerin. David Boreanaz für Angel – Jäger der Finsternis und Aaron Paul für Breaking Bad können jeweils auf drei Saturn Awards zurückblicken. Zählt man die Nachwuchspreise dazu, dann kommt auch Chandler Riggs für The Walking Dead auf insgesamt drei Siege.

## Moderation
Die Verleihung des Saturn Awards wird jährlich von unterschiedlichen Moderatoren oder auch Schauspielern oder anderen Größen aus dem Genre begleitet. Gründer Donald A. Reed agierte ebenso als Moderator wie William Shatner oder Mark Hamill. Als Stammmoderator fungiert Jeff Ross, der für seine Einsätze 2012 mit einem Ehrenpreis ausgezeichnet wurde.
Weiterhin für die Moderation verantwortlich waren Jay Jay Stone, Bruce Campbell, Larry Cohen, Bobbie Bresee, Richard Hatch, Karen Black, William Marshall, Corey Feldman, Harry Blackstone junior, Adam West, Graham Chapman, Warwick Davis und Lance Reddick.